# Airbus A330 BelugaXL
Az Airbus A330 BelugaXL egy Airbus teherszállító repülőgép.
A repülőgépet az A330-200-as elejének alsó részéből és pilótafülkéjéből, valamint egy A330-300-as szárnyaiból és hátsó részének aljából készítették, a felső rész helyére pedig egy hatalmas rakteret helyeztek. Elődje az A300-600 Beluga volt. Előnye az elődjéhez képest, hogy míg a Beluga egy pár A350-hez való szárnyat tud szállítani, addig a BelugaXL kettőt. Első felszállása 2018-ban volt.